# Rondel
Rondel (juegos de mesa)Un rondel es una composición poética española derivada del rondeau francés. Tiene una estructura definida, construida sobre dos rimas e incorpora un estribillo a la manera del triolet. El más frecuente consta de trece versos octosílabos repartidos en tres estrofas.

## Estructura
El estribillo del rondel está formado por sus dos primeros versos, que se repiten al final de la segunda estrofa. Además, el primer verso se repite al final de la tercera estrofa.
Su estructura puede tener distintas variantes: el estribillo final se compone a veces de los dos primeros versos; las estrofas contienen a veces un verso más o menos. Ciertos rondeles son decasílabos. Asimismo, hay rondeles dobles formados por cuatro cuartetos.

## Historia
El rondel, cuyo origen es francés, estuvo en boga entre los siglos XIV y XVI, y fue retomado por algunos poetas, tanto en Francia como en otros países europeos, hacia el fin del siglo XIX.
Uno de los rondeles más conocidos en la historia de la poesía francesa es Le Printemps (La primavera) de Carlos I de Orleans:

Le temps a laissié son manteau
De vent, de froidure et de pluye
Et s’est vestu de brouderie
De soleil luyant, cler et beau

Il n’y a beste, ne oyseau
Qu’en son jargon ne chant ou crie:
Le temps a laissié son manteau
De vent, de froidure et de pluye.

Riviere, fontaine et ruisseau
Portent, en livrée jolie,
Gouttes d’argent et d’orfaverie,
Chascun s’abille de nouveau.
Le temps a laissié son manteau.